# Alexandra Burghardt
Alexandra Burghardt (ur. 28 kwietnia 1994) – niemiecka lekkoatletka specjalizująca się w biegach płotkarskich i sprinterskich, a także bobsleistka.
W 2011 zajęła czwartą lokatę w biegu na 100 metrów przez płotki podczas mistrzostw świata juniorów młodszych oraz wraz z koleżankami sięgnęła w Tallinnie po mistrzostwo Europy juniorek w biegu rozstawnym 4 × 100 metrów. Rok później została wicemistrzynią świata juniorek biegu sztafetowym 4 × 100 metrów. W 2015 startowała na młodzieżowych mistrzostwach Europy, podczas których zdobyła srebro w biegu na 100 metrów oraz złoto w sztafecie 4 × 100 metrów. Szósta zawodniczka halowych mistrzostw Europy w Belgradzie oraz złota i srebrna medalistka IAAF World Relays (2017).
Medalistka mistrzostw Niemiec.

## Osiągnięcia
| Rok  | Impreza                                 | Miejsce    | Konkurencja                | Lokata     | Wynik           |
| ---- | --------------------------------------- | ---------- | -------------------------- | ---------- | --------------- |
| 2011 | Mistrzostwa świata juniorów młodszych   | Lille      | bieg na 100 m przez płotki | 4. miejsce | 13,42           |
| 2011 | Mistrzostwa Europy juniorów             | Tallinn    | sztafeta 4 × 100 m         | 1. miejsce | 43,42           |
| 2012 | Mistrzostwa świata juniorów             | Barcelona  | sztafeta 4 × 100 m         | 2. miejsce | 44,24           |
| 2015 | Halowe mistrzostwa Europy               | Praga      | bieg na 60 m               | półfinał   | 7,24            |
| 2015 | Superliga drużynowych mistrzostw Europy | Czeboksary | sztafeta 4 × 100 m         | 3. miejsce | 43,21           |
| 2015 | Młodzieżowe mistrzostwa Europy          | Tallinn    | bieg na 100 m              | 2. miejsce | 11,54           |
| 2015 | Młodzieżowe mistrzostwa Europy          | Tallinn    | sztafeta 4 × 100 m         | 1. miejsce | 43,47           |
| 2015 | Mistrzostwa świata                      | Pekin      | sztafeta 4 × 100 m         | 5. miejsce | 42,64           |
| 2017 | Halowe mistrzostwa Europy               | Belgrad    | bieg na 60 m               | 6. miejsce | 7,19            |
| 2017 | IAAF World Relays                       | Nassau     | sztafeta 4 × 200 m         | 2. miejsce | 1:30,68 (elim.) |
| 2017 | IAAF World Relays                       | Nassau     | sztafeta 4 × 100 m         | 1. miejsce | 42,84           |
| 2017 | Superliga drużynowych mistrzostw Europy | Lille      | sztafeta 4 × 100 m         | 1. miejsce | 42,47           |
| 2019 | IAAF World Relays                       | Jokohama   | sztafeta 4 × 100 m         | 3. miejsce | 43,68           |
| 2021 | Igrzyska olimpijskie                    | Tokio      | bieg na 100 m              | półfinał   | 11,07           |
| 2021 | Igrzyska olimpijskie                    | Tokio      | sztafeta 4 × 100 m         | 5. miejsce | 42,12           |
| 2022 | Mistrzostwa świata                      | Eugene     | bieg na 100 m              | eliminacje | 11,29           |
| 2022 | Mistrzostwa świata                      | Eugene     | sztafeta 4 × 100 m         | 3. miejsce | 42,03           |
| 2022 | Mistrzostwa Europy                      | Monachium  | bieg na 200 m              | 8. miejsce | 23,24           |
| 2022 | Mistrzostwa Europy                      | Monachium  | sztafeta 4 × 100 m         | 1. miejsce | 42,34           |
| 2023 | Halowe mistrzostwa Europy               | Stambuł    | bieg na 60 m               | 7. miejsce | 7,24            |
| 2023 | I dywizja drużynowych mistrzostw Europy | Chorzów    | bieg na 200 m              | 8. miejsce | 23,61           |
| 2024 | Igrzyska olimpijskie                    | Paryż      | sztafeta 4 × 100 m         | 3. miejsce | 41,97           |
| 2025 | Halowe mistrzostwa Europy               | Apeldoorn  | bieg na 60 m               | eliminacje | 7,31            |

## Rekordy życiowe
- bieg na 60 metrów (hala) – 7,19 (2017)
- bieg na 100 metrów – 11,01 (2021)
- bieg na 200 metrów – 23,00 (2021)
- bieg na 100 metrów przez płotki – 13,41 (2012)
- bieg na 60 metrów przez płotki (hala) – 8,20 (2013)